# Крымское (Луганская область)
Крымское (укр. Кримське) — село, относится к Новоайдарскому району Луганской области Украины. До 7 октября 2014 года относилось к Славяносербскому району Луганской области.
Население по переписи 2001 года составляло 1662 человека. Почтовый индекс — 93713. Телефонный код — 6473. Занимает площадь 3,25 км². Код КОАТУУ — 4424583301.

## История
В 2014 году село переподчинено Новоайдарскому району.
Во время вооружённого конфликта в Донбассе в районе села Крымское велись активные боевые действия. Осенью 2014 года село Крымское несколько раз переходило из рук в руки противоборствующих сторон. В итоге село перешло под контроль украинской армии.
С 26 февраля 2022 года село оккупировано российскими войсками.

## Местная власть
93713, Луганская область, Северодонецкий район, село Крымское, ул. Центральная, 8.

## Известные уроженцы
- Бурка, Николай Лукьянович — Герой Советского Союза.
- Руденко, Александр Елисеевич — Герой Советского Союза.